# Białoruskie Przedstawicielstwo
Białoruskie Przedstawicielstwo (niem. Weißruthenische Vertrauensstelle, biał. Беларускае Прадстаўніцтва) – białoruski kolaboracyjny organ przedstawicielski w Niemczech podczas II wojny światowej.
Przedstawicielstwo powstało w listopadzie 1940 r. w Berlinie w celu objęcia pomocą byłych jeńców wojennych Wojska Polskiego pochodzenia białoruskiego, wypuszczonych z obozów jenieckich i przekwalifikowanych na robotników.
Na jego czele stanął Anatol Szkutka. Działało przy Ministerstwie Spraw Wewnętrznych Rzeszy. Liczba personelu berlińskiej centrali doszła po pewnym czasie do 10 osób. Powstały oddziały Przedstawicielstwa w miastach Rzeszy Niemieckiej (m.in. w Gdańsku, Poznaniu, Łodzi, Wiedniu, Monachium). Działalność Przedstawicielstwa nie objęła natomiast obszaru Generalnego Gubernatorstwa.
19 czerwca 1941 r. A. Szkutka jako reprezentant Przedstawicielstwa wszedł w skład Białoruskiego Centrum Narodowego. Przedstawicielstwo prowadziło m.in. rejestrację białoruskich robotników – byłych jeńców wojennych przebywających na terytorium Rzeszy i wydawało im karty rejestracyjne, spełniające funkcje paszportu. Sprawowało nadzór nad redakcją pisma „Раніца”. W późniejszym okresie udzielało głównie pomocy materialnej i prawniczej Białorusinom, a od połowy 1944 r. – uchodźcom z Białorusi. W 1943 r. na czele Przedstawicielstwa stanął A. Bukatka, kierując nim aż do końca wojny.